# Florian Mitgutsch
Florian Mitgutsch (* 1964 in München) ist ein deutscher Illustrator und Kommunikations-Designer.

## Leben
Mitgutsch wurde als Sohn des Kinderbuch-Illustrators Ali Mitgutsch geboren. Er begann schon früh als Illustrator zu arbeiten. In der Zeit zwischen ca. 1983 und ca. 1988 trat Mitgutsch unter dem Pseudonym „Butler“ als einer der ersten Graffiti-Sprayer in München in Erscheinung. Er wählte das Pseudonym, da er den Menschen mit seinen Bildern dienen wollte.
Mitgutsch studierte von 1987 bis 1993 Kommunikations-Design mit Schwerpunkt Illustration an der FH Darmstadt und an der Hochschule für Bildende Künste Bratislava.
Seit 1991 ist Florian Mitgusch als freiberuflicher Illustrator für diverse Werbeagenturen, Zeitschriften und Buchverlage tätig. Anfang der 1990er-Jahre veröffentlichte er die kurze Comicserie Haus im Comicmagazin Schwermetall.
Ab 2005 lehrte er als Dozent für Illustration an der privaten Hochschule AMD Akademie Mode & Design in München. Von 2005 bis 2013 illustrierte er für den Donaukurier die Literaturseite der Wochenendbeilage.

## Ausstellungen, Events
- 2005, Illustrationen zu Ringelnatz, Valentin Musäum München.
- 2006, Illustrationen zu Ringelnatz, Galerie Röckelturm, Kulturministerium der Stadt Landshut.
- 2007, Illustratorama, Gruppenausstellung Münchner Illustratoren zu dem Thema Mahlzeit, Kunstarkaden München.
- 2010, Illustration Running People, Kunsttage in Faaborg, Dänemark.
- 2011, Street Art Picture Silente People, Kunsttage in Faaborg, Dänemark.
- 2012, Livezeichnungen zu der musikalisch und erzählerisch vertonten Kindergeschichte Der Flammenvogel von Katharina Neuschaefer. Schauspielerin Sunnyi Melles erzählt, Yefim Bronfman, USA, am Flügel mit Mitgliedern des BR Symphonieorchesters. Prinzregenten Theater, München.

## Veröffentlichungen
- Toko und die Grusels. Leiv Verlag, München 2004, ISBN 3-89603-189-9.
- Harald Tonollo: Penn Pa Tu und der Planet der verkauften Kinder. Florian Mitgutsch (Illustrator). Leiv Verlag, München 2004, ISBN 3-357-00560-3.
- Joachim Ringelnatz: Simplizissimus, Künstler-Kneipe & Kathi Kobus. Florian Mitgutsch (Illustrator). Faber & Faber, Leipzig 2007, ISBN 978-3-86730-031-5.
- Raban Ruddigkeit: Freistil-Best of European Commercial Illustrators 3. Verlag Hermann Schmidt, Mainz 2007, ISBN 978-3-87439-716-2.
- Hardy Scharf: Ich kitzelte ein Krokodil. Florian Mitgutsch (Illustrator). Verlag Sankt Michaelsbund, München 2009, ISBN 978-3-939905-32-5.
- Leo G. Linder: Wie werde ich Papst? Florian Mitgutsch (Illustrator). Boje Verlag, Köln 2009, ISBN 978-3-414-82151-5.
- Edith Wolf: Wie war das doch gleich? Gedichte für Kinder. Florian Mitgutsch (Illustrator). Susanna Rieder Verlag, München 2011, ISBN 978-3-941172-48-7.
- Sabine Fuchs: Das Malbuch für Männer. Florian Mitgutsch (Illustrator). Riva Verlag, München 2014, ISBN 978-3-86883-419-2.
- Nikolai Kinast: Hundsbua!, Schimpfen und fluchen auf Bairisch. Florian Mitgutsch (Illustrator). Langenscheid Verlag, München 2014, ISBN 978-3-468-73887-6.